# Ligamento periodontal

1.Dente 2.Esmalte dentário 3.Dentina 4.Polpa dentária 7.Cemento 12.Raiz 17.Periodonto 18. Gengiva 22.Ligamento periodontal

## Ligamento periodontal
Ligamento periodontal é um sistema que liga o dente ao osso alveolar, formado principalmente por fibras principais, com funções formadoras, nutricionais, físicas e sensoriais. Constituído por tecido conjuntivo: fibras colágenas, fibras elásticas (escassas); além de vasos sanguíneos, vasos linfáticos e terminações nervosas que circundam a raiz dentária, unindo-a ao osso alveolar. Tem origem no folículo ou saco dentário.

### Função
O ligamento periodontal é de suma importância para o funcionamento da boca durante a mastigação pois permite micromovimentações do dente dentro do alvéolo dentário. Essa articulação é chamada gonfose. As micromovimentações são captadas por mecanorreceptores na base do alvéolo dentário e enviadas ao cérebro, que consegue processar a intensidade da força que está sendo exercida nos dentes a qualquer momento. O que seria impossível caso o dente estivesse fusionado com o alvéolo dentário ou no uso de dentaduras.
Alguns elementos celulares como fibroblastos, cementoblastos, osteoblastos/osteoclastos, macrófagos, células endoteliais e restos epiteliais de Malassez também estão presentes.